# Ohňostroj

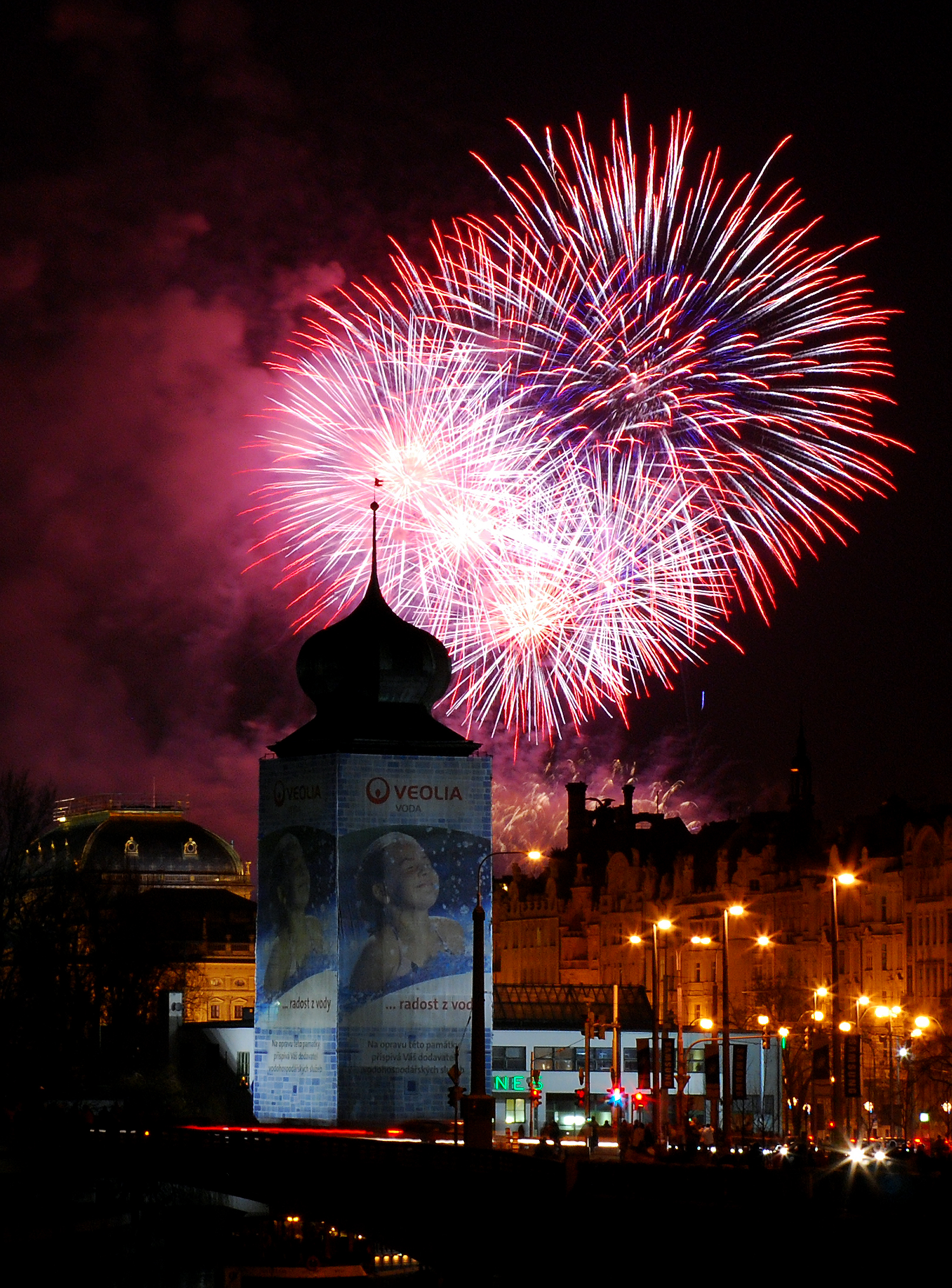
Ohňostroj v Praze uspořádaný na Nový rok 2008

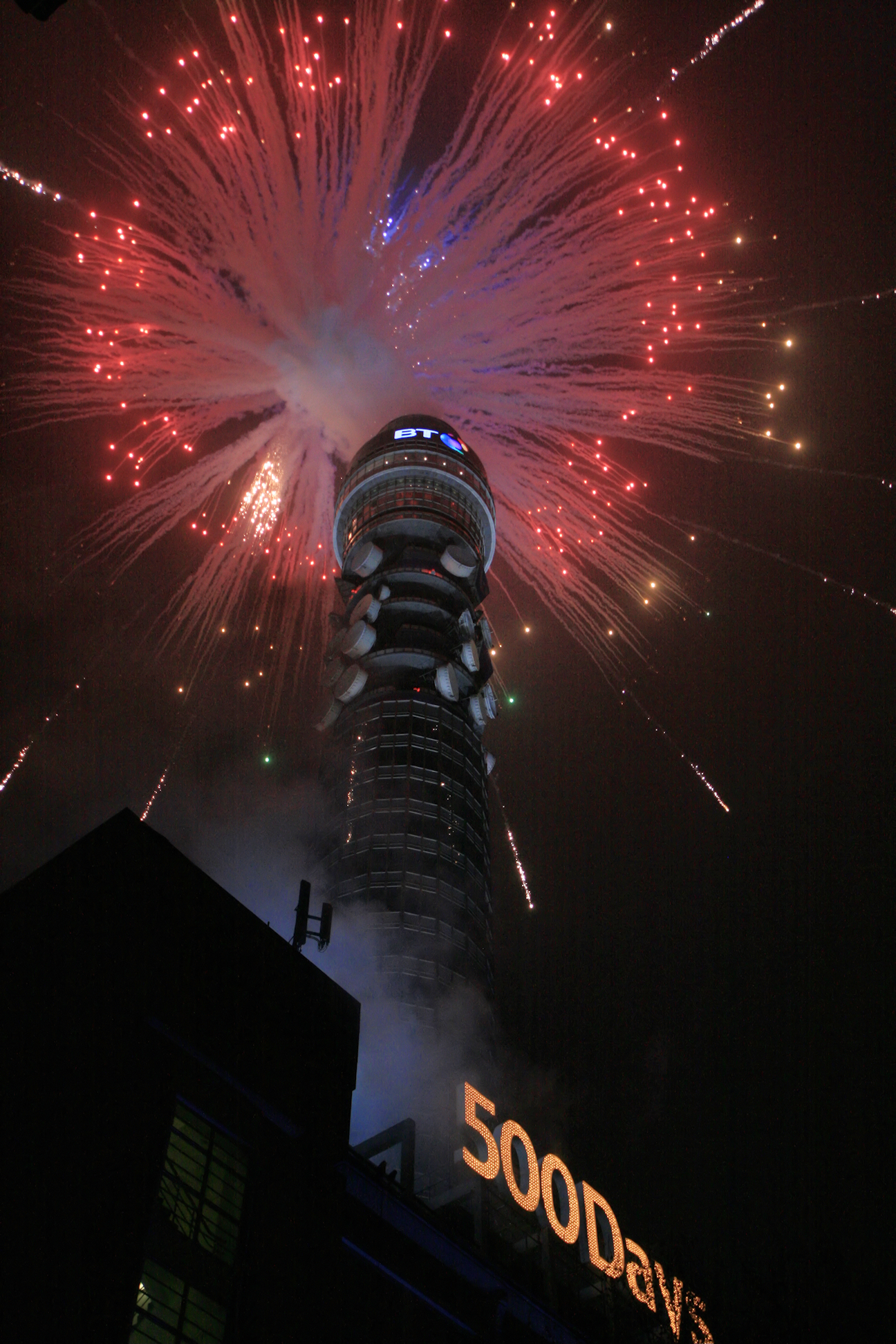
Ohňostroje odpalované z věže British Telecom v Londýně před Olympiádou 2012

Ohňostroj je světelné a zvukové představení vytvářené pomocí odpalovaných pyrotechnických pomůcek při slavnostních příležitostech (Nový rok, zahájení sportovní akce, významná výročí a jubilea) nebo pouze pro pobavení či pro vlastní zábavu. 
Ohňostroje mohou být doprovázené hudbou, jejich provádění je stále více regulováno. 

## Historie
Ohňostroje, které původně měly sloužit k zahánění zlých duchů, byly odpalovány již ve staré Číně a jsou uznávány jako určitý druh umění v němž jsou pořádány i soutěže.

## V Česku
Roku 1875 byl v Praze jeden obchod s ohňostroji. Svatojánská noc či benátská noc byly oslavovány ohňostrojem.
Na území Česka se mezi lety 1945 a 1989 pořádaly velké veřejné ohňostroje především v Praze k politickým výročím v únoru, květnu a listopadu,
někdy i k jiným politickým událostem a v jiných městech.
Po roce 1989 jsou oficiální novoroční ohňostroje pořádané městy, ty však jsou od přelomu tisíciletí často rušeny nebo omezovány. Důvodem je jejich hlučnost a dopad na zvířata, v roce 2021 antipandemická opatření, poté pro města nepřiměřené náklady.
Pro ohňostroje nad 10 kg čistého obsahu výbušných látek stanovuje zákon ohlašovací povinnost a podmínky. Soukromé ohňostroje navíc reguluje většina měst vyhláškami. Např. v Praze na přelomu let 2022/2023 Praze platil zákaz odpalování v centru města, v přírodních rezervacích a blízko sociálních zařízení anebo blízkosti útulků pro zvířata.

## Největší ohňostroj
Podle Guinnessovy knihy rekordů (2020) byla největší ohňostrojová show pořádána u příležitosti začátku roku 2016 u Philippine Arena ve čtvrti Ciudad de Victoria na Filipínách. Za hodinu a jednu minutu bylo odpáleno přes 810 tisíc ohňostrojů.

## Kritika
Kromě zábavy přináší ohňostroje řadu možných negativních jevů, mezi ně se řadí především výrazný hluk, znečištění ovzduší a životního prostředí. Exploze pyrotechniky může dosahovat až hodnoty 120 decibelů, některé zdroje uvádí až 190 dB. Takový hluk je nebezpečný například pro starší lidi, a také pro zvířata. Na každoroční novoroční ohňostroje reagují velmi negativně například domácí mazlíčci, zdokumentovány jsou ale i negativní efekty na zvířata divoká. Ta se často snaží ve zmatku utéci z blízkosti zdroje hluku, opouštějí svá teritoria a úkryty. Po ohňostrojích se objevuje zvýšený počet osiřelých mláďat divokých zvířat. Vysoce negativní je vliv ohňostrojů na divoce žijící ptáky; jsou známy případy jednotlivých úmrtí vyplašených zvířat, ale také masových úhynů hejn stovek až tisíců ptáků, kteří po vyplašení umírají nárazem do budov, elektrického vedení či prostým šokem.
Řetězec supermarketů BILLA na podzim 2022 ohlásil, že právě z důvodů uvedených výše stahuje zábavní pyrotechniku ze svého sortimentu.
Jak výroba, tak použití ohňostrojů představuje velkou zátěž pro životní prostředí. K výrobě se používají nebezpečné chemikálie a minerály těžené neekologickým způsobem. Znečištění ovzduší na Nový rok často stoupá ve městech až na desetinásobně horší hodnoty PM než ty, které panují obvykle, může dokonce způsobit akutní otravu nebo přispět ke vzniku rakoviny.